# ميسون إبراهيم
ميسون إبراهيم هي خبيرة فلسطينية في مجال تكنولوجيا المعلومات والاتصالات من أجل التنمية، ومؤسس ونقيب نقابة العلوم المعلوماتية التكنولوجية في فلسطين. تتمتع بخبرة واسعة تمتد لسنوات في العمل ضمن القطاع الحكومي، والجامعات، والقطاع الخاص، حيث قادت عدداً من المشاريع التكنولوجية على المستوى الوطني، وساهمت في إعداد استراتيجيات وخطط العمل الوطنية في مجال تكنولوجيا المعلومات. كما شاركت في مبادرات كبرى للتحول الرقمي في فلسطين. تشغل إبراهيم حالياً عضوية مجلس أمناء الجامعة العربية الأمريكية في فلسطين (AAUP)، كما تشغل منصب نائبة رئيس مجلس إدارة مركز التحول الرقمي في الجامعة ذاتها. وهي أيضاً عضو في مجلس إدارة المجلس الأعلى للإبداع والتميز في فلسطين، وترأس لجنة التطوير التجريبي والاحتضان، إلى جانب شبكة داعمي الإبداع التابعة للمجلس. في عام 2019، ترأست المنتدى الوطني حول الثورة الصناعية الرابعة. وقد شغلت سابقاً عضوية مجلس إدارة ومجلس أمناء الجامعة الأورومتوسطية في سلوفينيا (EMUNI). على الصعيد الدولي، اختيرت إبراهيم مستشارة لدى لجنة الأمم المتحدة الاقتصادية والاجتماعية لغرب آسيا (الإسكوا) في مجالات تنموية متنوعة، شملت المدن الذكية المستدامة، الثورة الصناعية الرابعة، الحلول الرقمية لتعزيز الصمود الحضري، التقنيات الناشئة، ودور التكنولوجيا في تمكين المرأة العربية. وهي عضو في عدد من اللجان والمجالس الوطنية والدولية ذات العلاقة. تحمل إبراهيم درجة الدكتوراه في تكنولوجيا المعلومات من أجل التنمية، بتخصص المدن الذكية المستدامة، وهو مجال يرتبط ارتباطاً وثيقاً بأهداف التنمية المستدامة ضمن أجندة الأمم المتحدة 2030. تُعد باحثة نشطة، ولديها سجل علمي حافل، يشمل مشاركات في مؤتمرات دولية مرموقة، ونشر أبحاث في مجلات علمية محكمة. من مؤلفاتها كتاب بعنوان "المدن الذكية المستدامة: التحول نحو مدن المستقبل"، بالإضافة إلى مساهمات في فصول كتب دولية تناولت موضوعات مثل الثورة الصناعية الرابعة، المدن الذكية، ودبلوماسية العلوم والتكنولوجيا. شاركت إبراهيم في تحكيم ومراجعة أوراق علمية لمؤتمرات ومجلات دولية، وأسهمت كمراجع خارجي في عدد من الدراسات الإقليمية المتعلقة باستخدام التكنولوجيا في تحقيق المساواة بين الجنسين، والثورة الصناعية الرابعة، والمدن الذكية في الدول العربية. كما قدمت محاضرات أكاديمية في جامعات عربية ودولية، منها جامعة كاليفورنيا بيركلي (Future X)، جامعة رايس، جامعة بورتسموث، جامعة نيويورك – أبوظبي، جامعة بيروت العربية، والجامعة الأورومتوسطية بفاس.
حصلت على عدة جوائز تقديراً لإسهاماتها في البحث العلمي، وجهودها في تمكين النساء والفتيات، وتعزيز المساواة بين الجنسين. وشاركت كعضو لجنة تحكيم في عدد من المسابقات الوطنية والدولية، منها جائزة لوريال-اليونسكو للمرأة في العلوم، جائزة الشباب من مؤسسة التعاون، جائزة مؤسسة هالت العالمية، وجوائز احتفالية جريس هوبر للنساء.

## المناصب
- نقيب المعلوماتية التكنولوجية، نقابة العلوم المعلوماتية التكنولوجية الفلسطينية، من 2021.
- عضو مجلس إدارة في الوكاة الفلسطينية للتعاون الدولي، 2024.
- نائب رئيس مجلس إدارة المركز الوطني للتحول الرقمي والذكاء الاصطناعي، الجامعة العربية الأمريكية، من 2023.
- عضو مجلس أمناء، الجامعة العربية الأمريكية، من 2020.
- عضو مجلس إدارة في الجامعة الأورومتوسطية في سلوفينيا، 2020 - 2024.
- عضو مجلس أمناء الجامعة الاورومتوسطية في سلوفينيا، 2023 - 2024.
- عضو مجلس إدارة في المجلس الأعلى للإبداع والتميز، من 2018.
- مراجع دراسات ومستشار لدى لجنة الأمم المتحدة الإقتصادية والإجتماعية لغربي آسيا (UN-ESCWA)، من 2018.
- رئيس لجنة التطوير التجريبي والاحتضان ورئيس شبكة داعمي الإبداع التابعتين للمجلس الاعلى للإبداع والتميز، من 2020.
- رئيس اللجنة التحضيرية للمؤتمر الوطني الرابع عن الثورة الصناعية الرابعة للعام 2019.
- عضو في لجنة التحكيم الخاصة بمسابقة لوريال - اليونسكو للمرأة في العلوم، 2019.
- عضو في اللجنة الفنية لمركز الإسكوا للتكنولوجيا التابع للأمم المتحدة، 2019 - 2021.
- عضو في لجان التقييم العليا ومجلس مسابقة هالتبرايز 2018-2022.
- عضو في لجان التقييم العليا لإحتفالية جريس هوبير بالمرأة في مجال الحوسبة، 2013 - 2018.
- عضو في لجان تحكيم العديد من المؤتمرات الدولية والمجلات البحثية العالمية عالية التصنيف، مثل: Sustainable Cities and Society وProceeding of IEEE explore.
- محاضر جزئي ومقدم ورشات عمل تخصصية في بعض الجامعات المحلية والاقليمية والدولية.

## تحصليها العلمي
هي حاصلة على درجة الدكتوراه في تكنولوجيا المعلومات من أجل التنمية، مع تخصّص في المدن الذكية المستدامة. وحاصة على درجة البكالوريوس والماجستير في تخصص علوم الحاسوب.

### من منشوراتها البحثية
1. كتاب: Smart Sustainable Cities: Transformation towards Future Cities.
2. فصل في كتاب: Science, Technology and Innovation Diplomacy in the Arab Region with Emphasis on the State of Palestine.
3. فصل في كتاب: The Fourth Industrial Revolution and Smart Cities in the Time of COVID-19.
4. دور التكنولوجيات الناشئة والابتكار في زيادة فعالية المؤسسات العامة العربية وعمليات اتخاذ القرار، دراسة خاصة للجنة الأمم المتحدة الإقتصادية والإجتماعية لغربي آسيا (UN-ESCWA).
5. الطريق نحوالتحول الرقمي في دولة فلسطين.
6. دور التقنيات الناشئة والابتكار في تعزيز فاعلية المؤسسات العامة العربية.
7. مخاطر التكنولوجيا الرقمية الحديثة في الخليج العربي: المخاطر والحلول.
8. Smart Sustainable Cities and Smart Digital Solutions for Urban Resilience in the Arab Region، دراسة خاصة للجنة الأمم المتحدة الإقتصادية والإجتماعية لغربي آسيا (UN-ESCWA).
9. المدن الذكية المستدامة والحلول الرقمية الذكية لتعزيز المرونة الحضرية في الدول العربية، دراسة خاصة للجنة الأمم المتحدة الإقتصادية والإجتماعية لغربي آسيا (UN-ESCWA).
10. آفاق تعزيز المساواة بين الجنسين في مجال تكنولوجيا المعلومات والاتصالات في المنطقة العربية، مت مراجعة الدراسة واضافة بعض التعديلات الجوهرية عليها، دراسة خاصة للجنة الأمم المتحدة الإقتصادية والإجتماعية لغربي آسيا (UN-ESCWA).
11. Smart Infrastructure and Integrated Platform of Smart and Sustainable Cities.
12. خطة 2030 للتنمية المستدامة والهدف الخامس: نظرة في واقع الدول العربية ودول مجلس التعاون الخليجي.
13. تأثير الثورة الصناعية الرابعة على التنمية في الدول العربية، تمت مراجعة الدراسة واضافة بعض التعديلات الجوهرية عليها، دراسة خاصة للجنة الأمم المتحدة الإقتصادية والإجتماعية لغربي آسيا (UN-ESCWA).
14. Implementing the 2030 Agenda for Sustainable Development in Palestine: An Innovative-Centric Economic Growth. Perspective.
15. الثورة الصناعية الرابعة: أسواق جديدة وتكلفة أقل ومكاسب أكثر وسلاسل إمداد فاعلة.
16. الثورة الصناعية الرابعة: الفرص الخليجية أكبر في التكيف والمستقبل الواعد.
17. Developing Smart Sustainable Cities: a Validated Transformation Framework.
18. A Validated Novel Framework for the Transformation towards Smart Sustainable Cities.
19. Smart Sustainable Cities Roadmap: Readiness for Transformation towards Urban Sustainability.
20. Stakeholders Engagement in Smart Sustainable Cities: A Proposed Model.
21. Theory of Change for the Transformation towards Smart Sustainable Cities.
22. Paving the Way to Smart Sustainable Cities: Transformation Models and Challenges.
23. Challenges facing E-Government and Smart Sustainable City: An Arab Region Perspective.
24. Smart Sustainable Cities Transformation Road-map (Poster).
25. Transformation Towards Smart Sustainable Cities.
26. Enabling e-Government Interoperability: EA – SDLC Mapping Approach.
27. An Enterprise Architecture Mapping for Realizing e-Government.
28. Head Recognition Systems.

## التقدير والجوائز
انخرطت الدكتورة ميسون إبراهيم في عدد من المبادرات والمجالس الإقليمية والدولية الداعمة للمرأة في مجالات العلوم والتكنولوجيا، حيث كانت عضواً في مجالس ومبادرات. وفي عام 2019، تولّت رئاسة المنتدى الوطني الرابع للثورة الصناعية الرابعة في فلسطين، وكانت من أوائل النساء الفلسطينيات اللواتي ترأسن لجاناً استراتيجية في المجلس الأعلى للإبداع والتميّز، حيث تشغل حالياً عضوية مجلس الإدارة، وترأس لجنة التطوير التجريبي والاحتضان وشبكة داعمي الإبداع التابعة له.
عملت مستشارة في منظمة الإسكوا التابعة للأمم المتحدة، وساهمت في تطوير سياسات للتحول نحو المدن الذكية المستدامة والحلول الرقمية في الدول العربية. كما كانت عضواً في عدة هيئات دولية، من بينها اللجنة الفنية لمركز الإسكوا للتكنولوجيا، واللجنة الوطنية لتنفيذ أجندة 2030، واللجنة التوجيهية للذكاء الاصطناعي في فلسطين. بالإضافة إلى ذلك، تشغل عضوية مجلس أمناء الجامعة العربية الأمريكية، وهي أيضاً عضو مجلس إدارة في الجامعة الأورومتوسطية في سلوفينيا.
قدّمت مساهمات أكاديمية بارزة في مجالات المدن الذكية والاستدامة، حيث نشرت نظرية للتحول نحو المدن الذكية المستدامة في مكتبة IEEE Xplore، إلى جانب أبحاث علمية نُشرت في مجلات دولية مرموقة من بينها Sustainable Cities and Society، وهي محكمة ومراجعة علمية في عدد من المؤتمرات والمجلات الدولية المختصة في تكنولوجيا التنمية والاستدامة. وتشمل مشاركاتها الأكاديمية ندوات ومحاضرات في جامعات مرموقة مثل جامعة كاليفورنيا بيركلي، جامعة رايس، جامعة نيويورك في أبوظبي، وجامعة بورتسموث، وغيرها.
في عام 2016، حصلت على جائزة أفضل ورقة بحثية في المؤتمر الدولي الخامس للمدن الذكية (SMART2016)، الذي عُقد في مدينة فالنسيا، إسبانيا. وقد تناولت الورقة موضوع التحول نحو المدن الذكية المستدامة، وسلطت الضوء على أهمية تطوير أطر مفاهيمية شاملة وخارطة طريق واضحة لضمان نجاح التجارب العالمية في هذا المجال، مع التركيز على السياق المحلي لاحتياجات المدن وتحدياتها البيئية والاجتماعية والاقتصادية.